# Mów mi tato
Mów mi tato – amerykański film obyczajowy z 2006 roku.

## Główne role
- Trevor Morgan - Dave Tibbel
- Nick Nolte - Ray Cook
- Rosemarie DeWitt - Debra
- Johnathan Tchaikovsky - Paul Michaels
- Noah Fleiss - Todd Hunter
- Sonia Feigelson - Ashley Tibbel
- Timothy Hutton - pan Tibbel
- James Ponsoldt - Robby
- Darrell Larson - lekarz
- Marlyne Barrett - Nancy
- Michael Higgins - Al Cook
- John Tuell - Jonas Worthy
- Sally Kirkland - Marianne Reynolds
- Alex Wipf - Ted
- Joseph Costa - Phil Evans
- Nancy Johnston - Tina Evans

## Fabuła
Ray Cook jest szkolnym sędzią baseballa. Zgorzkniały, sprawiający problemy i nałogowo pijący alkohol Ray odwiedza lekarza, który stwierdza, że zostało mu mało czasu. Pewnej nocy Ray łapie chłopaka włamującego się do jego domu, Dave’a. Chłopak chciał się na nim zemścić za to, że z powodu jego wątpliwości nie trafił do drużyny baseballa. Przerażony Dave obiecuje mu, że zrobi wszystko byleby nie wzywał policji. Ray chce by dzieciak udawał jego syna podczas zjazdu absolwentów.